# Чистокровная верховая лошадь
Чистокровная верховая лошадь — полукровная порода верховых лошадей, выведенная в Англии на рубеже XVII и XVIII веков. 
Первоначально эти лошади назывались английскими скаковыми, но с тех пор, как их начали разводить практически во всех странах мира, было принято решение изменить название породы. Также её часто называют английской чистокровной. Из-за названия её иногда путают с чистокровными лошадьми (арабской, ахалтекинской), но строго говоря она к таковым не относится, а относится к полукровным, так как была выведена путём смешивания чистокровных лошадей с аборигенными английскими лошадьми.

## Общая характеристика породы
Как скакун не имеет себе равного. Масть обычно гнедая или рыжая, реже тёмно-гнедая, караковая, серая и вороная. Рост предпочитается средний; за широкой грудью и особенной красотой заводчики не гонятся. По их мнению, наиболее красивые по формам, а также и по масти лошади оказываются более слабыми по резвости и силе и приходят на скачках к столбу последними. Для хорошего скакуна характерны: глубина подпруги, длина заднего окорока, возможно сильное развитие мускулов ляжки, длинные плечо и ребра, сдавленная грудь и несколько свислый крестец. Порода очень скороспела (в двухлетнем возрасте поступают уже на скачки).
Лошади чистокровной английской породы непревзойденны по резвости, их нормой считается галоп со скоростью 1 км/мин (60 км/ч). На коротких и средних дистанциях (до 2800 м) современные чистокровные лошади развивают среднюю скорость около 60 км/ч, на длинных дистанциях (свыше 3000 м) они скачут со скоростью 55 км/ч. Более 60 лет продержался абсолютный рекорд скорости, установленный представителем чистокровной английской верховой породы жеребцом по кличке Бич Рэкит, который в Мехико 5 февраля 1945 года на короткой дистанции 1/4 мили (округлённо 402 м) развил скорость 69,62 км/ч. Почти через полвека, 27 сентября 1993 года, на ипподроме Тистлдаун в Кливленде (штат Огайо, США) этот результат смог  повторить жеребец по кличке Онион Ролл идентичной породы, но побить рекорд тогда не удалось. Лишь 14 мая 2008 года был зарегистрирован новый рекорд: чистокровная двухлетка, кобыла по кличке Уиннинг Брю, в Грантвилле (штат Пенсильвания, США) на дистанции 1/4 мили продемонстрировала скорость 70,76 км/ч.
К участию в скачках с чистокровными лошадьми не допускаются лошади других пород, поскольку чистокровная лошадь значительно сильнее и резвее любой другой лошади. Именно благодаря развитой и проверенной системе скачек и тренинга удалось получить породу чистокровная верховая. Можно сказать, что чистокровная лошадь «родилась в скачках». Всё строение её тела, как внутреннее, так и внешнее, говорит о её предназначении. Сердце чистокровной лошади больше и мощнее, чем у лошадей других пород, объём лёгких больше. В покое пульс чистокровной лошади составляет около 60 ударов в минуту. В момент резвой скачки он возрастает до 140 ударов в минуту. Масти — в основном, гнедая и рыжая, реже бурая, серая и вороная. Чистокровной лошадь считается лишь в том случае, если её отец и мать записаны в племенную книгу и, соответственно, сами являются чистокровными. Таким образом, все чистокровные лошади на протяжении своей трёхсотлетней истории ни разу не испытали прилития чужой крови. «По правилам только те лошади, родословную которых можно проследить до племенных жеребцов и кобыл, записанных в первом томе Дженераль Студбука, опубликованного в 1793 году, имеют право считаться чистокровными». — Ф. Тезио «Разведение скаковых лошадей».

## Экстерьер
Экстерьер лошади чистокровной верховой породы при длинных линиях характеризуется квадратным форматом. Высота в холке 155—170 см.
Голова благородная, легкая, сухая, с удлинённой лицевой частью и прямым профилем. У некоторых лошадей иногда встречается большая и грубая голова. Ганаши широко расставлены. Глаза умные, выразительные, большие и выпуклые. Ноздри широкие, тонкие, легко расширяющиеся. Затылок длинный. Шея длинная, тонкая, прямая, с нормальным выходом. Короткая, оленья и лебединая шея встречаются редко. Холка высокая, длинная, более развитая и оформленная, чем у других пород. Спина — иногда с уложенкой к холке. У маток, с возрастом и увеличением количества выжеребок, нередко встречается мягкая спина. Поясница также часто заполнена мускулатурой недостаточно. Круп длинный, овальный и, как правило, слегка спущенный или прямой. Скаковые лошади со спущенным крупом стали более многочисленны, чем лошади с прямым крупом.
Грудная клетка глубокая, длинная, средняя по ширине, очень вместительная, с отклонёнными назад ребрами. Корпус конусообразный, обращённый широкой стороной вперед. Живот, при систематическом тренинге — поджарый.
У чистокровных лошадей мощные рычаги конечностей с ярко очерченными сухожилиями и, прекрасно развитая, плотная, рельефная мускулатура. Ноги сухие, чистые, сильные, обычно, правильно поставленные.
Передние конечности сухи, с хорошо развитыми суставами и ярко очерченными сухожилиями. Лопатка длинная, косопоставленная, плечевая кость и подплечье — длинные, запястье широкое, хорошо развитое. Встречается козинец (в разной степени), а также размёт и косолапость передних ног. Бабки у большинства длинные, нормального наклона. Копыта, как правило, небольшие, нормальной формы, с плотным рогом.
Оброслость ног, гривы и хвоста небольшая. Чёлка развита плохо, грива короткая из тонкого шелковистого волоса, щётки отсутствуют или мало развиты. Хвост негустой и редко спускается ниже скакательного сустава. Кроющий волос у чистокровных лошадей тонкий и негустой. Под тонкой шелковистой кожей четко проступают вены и мышцы.

## История появления чистокровной верховой породы
Эта порода, как и все теперь более известные породы домашних животных, в зоологическом смысле не чистокровна, а представляет продукт скрещивания и именно местных, то есть английских, лошадей с жеребцами различных восточных пород, кровь которых является в ней преобладающей. Если первым толчком к установлению этой породы и послужила чужая кровь, то дальнейшее усовершенствование её зависело от умелого спаривания в пределах вновь образовавшейся породы, от тренировки и соответствующего воспитания следующих поколений. В результате получилась лошадь, совершенная по всем статьям, сосредоточившая в себе все лучшие качества восточной породы, с настолько полной силой наследственности, что по всей справедливости считается всеми породой в настоящее время самостоятельной, в высшей степени константной, а потому и чистокровной.
Поскольку к XVIII веку Великобритания представляла собой сильную военную державу, спрос на резвых верховых лошадей в английской армии был очень высок. Так, даже был установлен определённый стандарт роста, и лошадей ниже этого стандарта держать в военных частях, а тем более использовать в воспроизводстве было запрещено. В это же время богатые коневладельцы страны начинают завозить элитных лошадей различных верховых пород, а также помесей из Испании, Германии, Франции, Северной Африки и Ближнего Востока. Многочисленные любительские скачки на пари, а также охота выявляли лошадей с выдающимися резвостными способностями, которые и становились производителями. Так к середине XVIII века в королевских конюшнях Англии стояли элитные лошади верхового склада с отличными резвостными способностями.
Родословная чистокровных верховых восходит к трём общим предкам, привезенным в Англию из стран Востока. Сегодня среди учёных-иппологов нет единого мнения, к каким же породам принадлежали три жеребца, ставшие родоначальниками уникальной скаковой породы. Несмотря на то, что в истории сохранились сведения о том, кто, откуда и каким образом привёз этих трёх жеребцов в Англию, сохранились их клички — Дарли-араб (Darley Arabian), Годольфин-араб или бербер (Godolphin Arabian, Godolfin Borb) и Байерли-турок (Byerly Turk), с уверенностью сказать, что они принадлежали к арабской породе (Дарли, Годольфин) и турецкой (Байерли) сегодня нельзя. В те времена зачастую определения породы были неточны. Лошади переходили из рук в руки, им меняли клички, а определения породы давались «на глаз», зачастую это были даже не названия породы, а просто принадлежность лошади к той стране, откуда она была привезена. Так, долгое время считалось, что Дарли был чистокровной арабской породы, Годольфин-араба разные источники называли арабским и берберийским жеребцом, а Байерли считался «турецкой» породы, поскольку его привезли из Турции. Сегодня же всё больше и больше учёных в мире склоняется к тому, что скорее всего, это было не так или не совсем так. Возможно, это были нечистокровные лошади, в них, возможно, текла кровь как арабских, так и других восточных пород лошадей (а тогда все лошади Востока в том или ином количестве несли в себе кровь арабских скакунов). Российские иппологи сегодня и вовсе утверждают, что чистокровная верховая порода по ряду внешних и внутренних признаков является прямым потомком ахалтекинской лошади. Тем не менее именно Дарли, Годольфин и Беверли стали родоначальниками породы. К их прямым потомкам, соответственно, рыжему Эклипсу (1764 г. р.), гнедым Мэтчему (1748 г. р.) и Хэроду (1758 г. р.) и восходят сегодня все чистокровные лошади мира. При выведении породы проводился строгий отбор претендентов на племя. Основным критерием разведения чистокровных лошадей был результат у финишного столба — это позволило за без малого 300 лет вывести самую совершенную по всем параметрам породу лошадей. В племенную книгу с 1793 года вносятся только прямые потомки этих жеребцов. Привносить кровь лошадей других пород запрещено.

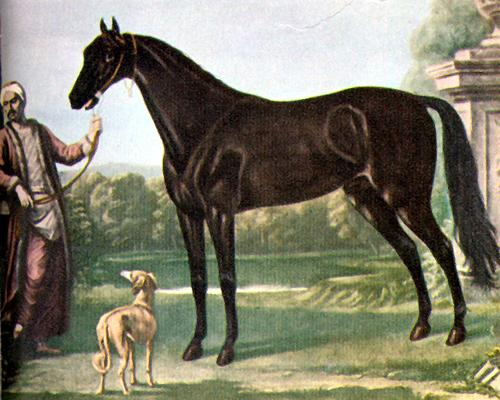
жеребец Байерли
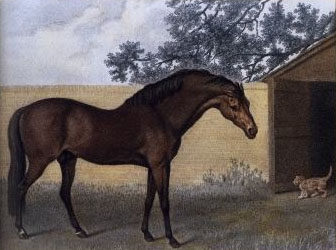
жеребец Годольфин
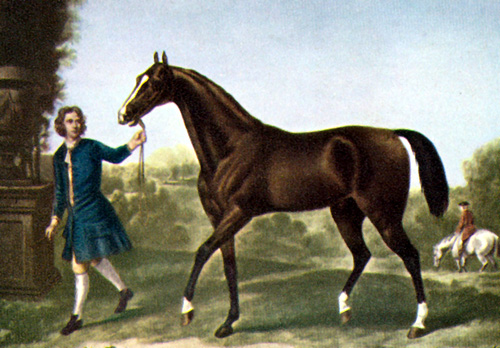
жеребец Дарли

### Эклипс

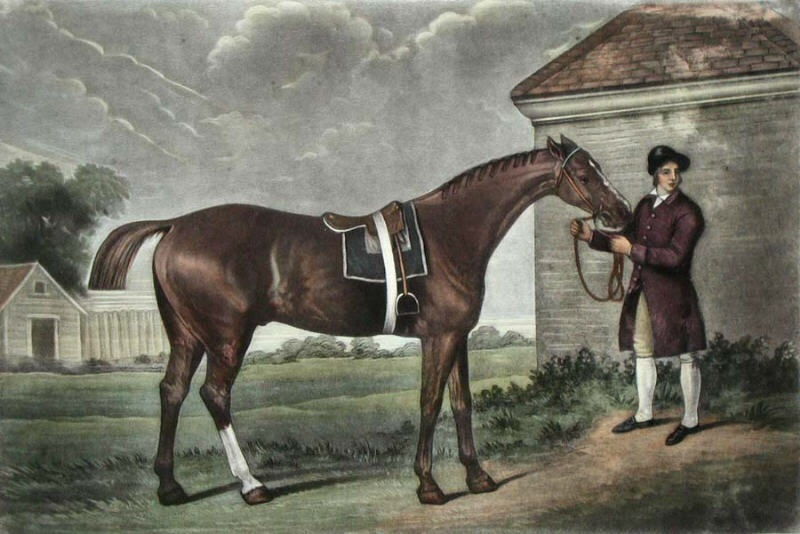
Эклипс

Особую роль в развитии у новой породы резвостных качеств сыграл рыжий жеребец Эклипс, внук Дарли. Свою кличку (Eclips) он получил за то, что родился в день солнечного затмения 1 апреля 1764 года. И хотя дедом его был знаменитый восточный жеребец Дарли, в его родословной находилось не менее 15 лошадей, чьё происхождение было сомнительно. Внешне этот жеребец также не блистал красотой — зад его был несколько выше холки, так что всаднику сидеть на нём было не очень удобно. Скакал он, морду опуская почти до самой земли, из-за чего не один раз его жокеи перелетали через его голову. Однако память об этом скакуне сохранилась. «Эклипс первый, прочие — нигде», — гласит английская пословица. Эклипс 11 раз получал «Королевский кубок» — приз лучшей лошади Объединенного Королевства. В течение 23 лет Эклипс участвовал в 26 (в 18 — по другим источникам) скачках и ни разу не потерпел поражения. Более того, ни один из его соперников даже не смог прийти на финиш близко от него. В начале его карьеры на аукционе за него заплатили 75 фунтов стерлингов, после смерти выдающегося жеребца скелет его был продан за тысячу фунтов стерлингов. При вскрытии открылся секрет непобедимости Эклипса — сердце его было больше, чем у любой другой лошади его размера и веса — 6,3 кг против 5 кг. 344 потомка Эклипса (имеются в виду дети и внуки) оказались выдающимися скакунами. Сегодня большая часть линий чистокровных лошадей восходит именно к Эклипсу. Современная эргономика объясняет феномен Эклипса «эффектом лягушки»: при высоком плоском крупе увеличивается бедро и удлиняется скачок. Выпрямленный плече-лопаточный сустав укорачивает передние ноги. Сила инерции при длинном скачке заставляет голову двигаться вперед, поэтому она «моталась» у Эклипса между передними ногами. Генетики, пытаясь вывести «ген резвости», пришли к выводу, что кости, хрящи и сухожилия у Эклипса были прочнее в 3 раза, чем у обычных лошадей. Это и позволяло ему обходиться без травм, передвигаясь таким рискованным способом.

## Распространение чистокровной породы

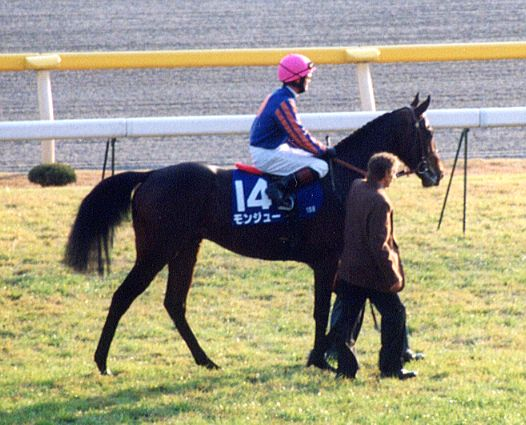
Победитель приза Триумфальной Арки жеребец Монтжу из Франции

В 1793 году был издан первый том племенной книги породы. Уже в первом томе впервые появился запрет на внесение лошади в книгу, если она в своей родословной имеет хотя бы одного предка в любом поколении и в любом родстве, который не восходил бы к Эклипсу, Хэроду или Мэтчему. В 1821 году порода была признана официально. Вскоре в XIX веке были приняты практически все те правила участия лошадей в скачках, которые являются действительными и по сей день. Эти правила были разработаны с учётом физиологии и темперамента чистокровной лошади. Жокеи стали стоять на коротких стременах над спиной лошади, чтобы не стеснять её движений, вес жокеев и всей амуниции был жёстко регламентирован (не более 60 кг). Захватывающее зрелище, скачки, начали быстро распространяться по Европе, потом появились первые скачки в США, Австралии, Новой Зеландии, Канаде, странах Южной Америки. Всюду скачки проводились по единым правилам и строго велись племенные книги чистокровной верховой породы. Долгое время центром разведения чистокровной лошади всё же оставалась Англия. Но вскоре появились выдающиеся лошади во Франции и Германии, в Италии, в США и Австралии. К середине XX века уже сложно было назвать Англию ведущей скаковой державой. Конечно, классические английские скачки на старейших ипподромах остаются в числе важнейших в мире. Однако крупные скаковые призы стали проводиться и во Франции и в США, и в Австралии. Позднее, к ним присоединились страны Ближнего Востока, а также Юго-Восточная Азия — Гонконг и Сингапур. Сегодня скачки на чистокровных верховых лошадях проводятся практически в любой стране мира. Лишь самые северные страны, такие как Финляндия, Норвегия, Швеция не проводят на своей территории скачек — климат этих стран не благоприятствует скачкам на теплолюбивых чистокровных лошадях. Но и в этих странах разводят чистокровных лошадей — в основном в качестве улучшателей других пород верховых лошадей. Сегодня лучших чистокровных лошадей, претендующие на победу в любом интернациональном призу, разводят в Англии, Ирландии, Франции, США, Канаде, странах Арабского Востока. Несмотря на огромное количество в мире племенных линий, в породе выделяется одна, самая крупная линия. Родоначальником её стал жеребец Неарко (Фарос — Ногара 1935), рождённый в Италии в конюшне одного из лучших скаковых коннозаводчиков Федерико Тезио. Этот жеребец с успехом скакал у себя на родине, а также в некоторых других странах. После завершения скаковой карьеры стал производителем. Сегодня его линия развивается через сыновей Назруллу (от выдающейся кобылы Мумтаз Бегюм) и Неарктика (от Леди Анджелы). Большая часть современных победителей крупнейших скачек, вне зависимости, в какой стране они родились, являются представителями именно этой линии.

## Чистокровные лошади в России

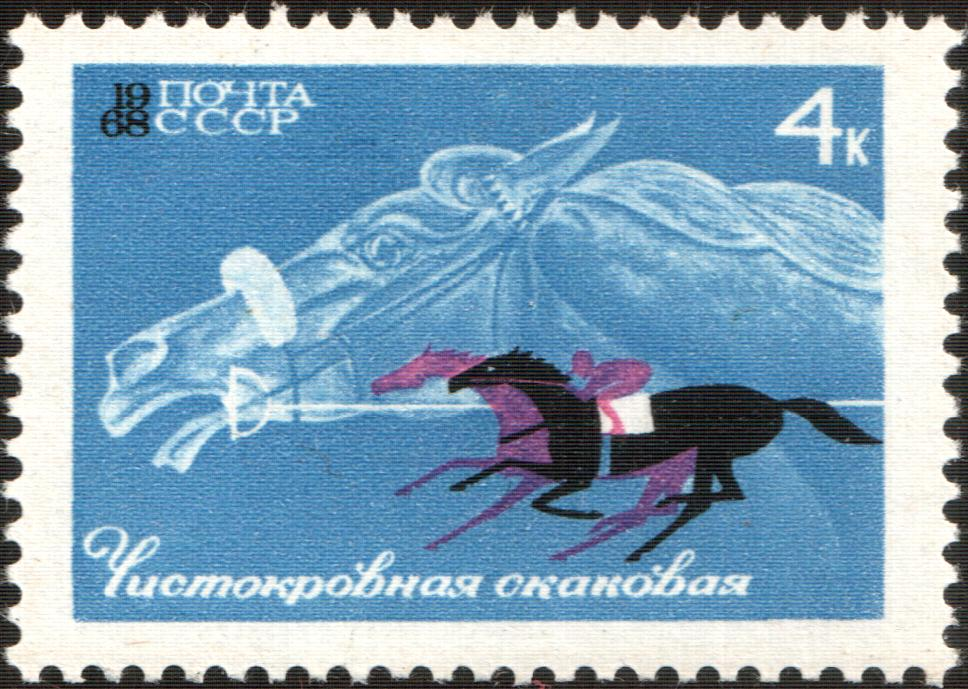
Чистокровная верховая лошадь на почтовой марке СССР (1968)

Первые чистокровные лошади попали в Россию ещё когда эта порода находилась на стадии становления. В 1825 году в Лебедяни было создано скаковое общество. Появились первые частные и государственные заводы по разведению чистокровных лошадей. Впервые в 1876 году на скачках в России появился тотализатор, что дало дополнительный толчок развитию чистокровного коннозаводства в нашей стране. Общая сумма призовых, выплачиваемых победителю и призёрам, существенно увеличилась. С 1885 года скачки чистокровных лошадей проводились на 15 ипподромах, главными из которых были в Москве, Царском Селе и Варшаве. Всё больше чистокровных лошадей использовалось в улучшении местных пород, а также лошадей кавалерии. В 1886 году на Московском ипподроме учредили главный приз для трёхлетних лошадей, жеребцов и кобыл — Большое Всероссийское Дерби. Условия приза были взяты с английского варианта приза Дерби, которое проводится на ипподроме в Эпсоме с 1780 года.
К концу XIX века резко увеличился импорт чистокровных лошадей, как производителей, так и молодняка. Так, если в 1881 году количество племенных маток чистокровной породы в России насчитывалось всего 432, то к концу XIX столетия их было уже 1700. Однако, несмотря на то, что лошади, закупаемые за границей были ценных кровей, всё же они были недостаточного скакового уровня, так как выдающиеся скакуны стоили очень дорого. В 1898 году группой российских коннозаводчиков на аукционе в Англии был приобретён выдающийся жеребец Галти Мор, не только ценный по крови (он был внуком знаменитого английского скакуна Бенд Ора), но и лучший трёхлеток 1897 года, победитель трёх классических английских призов. Эта покупка обошлась в 20 000 фунтов стерлингов или 200 000 рублей, что было огромной суммой по тем временам. Однако английские газеты посчитали, что такой жеребец, как Галти Мор был продан очень дёшево. Ещё один выдающийся по происхождению жеребец был рождён в конном заводе М. И. Лазарева. Это был рыжий жеребец Флореал (Флоризель II — Мисс Черчиль 1908 г.р.), внук ещё одного знаменитого английского скакуна Сен Саймона. В отличие от Галти Мора, Флореал оставил значительный след в российском коннозаводстве. Несмотря на то, что большая часть его потомства исчезла во время Гражданской Войны, найденный в 1920-х годах его сын Тагор 1915 г.р. оказался отличным производителем и продолжателем линии Флореала. Эта линия существует и по сей день.
Гражданская война нанесла чистокровному коннозаводству огромный ущерб. К 1920 году в стране насчитывалось только 182 чистокровные кобылы, практически все высокого племенного значения. Это были прямые потомки Сент Саймона и Бенд Ора. Среди оставшихся 193 жеребца также большинство было ценным по крови. Однако для увеличения племенного поголовья были закуплены в Англии, Франции, Германии и Ирландии племенные жеребцы и кобылы, всего 108 голов. Во многом заслуга по сохранению и развитию чистокровного коннозаводства в России после Гражданской войны принадлежит командарму С. М. Буденному. В 1920 году на Кубани был построен конный завод «Восход», который в конце 1920-х годов стал разводить лучших в стране представителей чистокровной верховой породы. В короткий срок в заводе получили выдающихся по своему классу лошадей, которые на протяжении долгих лет были главными претендентами на все основные призы в стране, а некоторые, особо выдающиеся питомцы этого конного завода успешно выступали и на крупнейших мировых призах. Главным производителем в те годы в «Восходе» был жеребец Гранит II, сын Тагора, внук Флореала. Потомство Гранита II и сам жеребец были вывезены в Германию во время Великой Отечественной войны. Часть поголовья, в том числе кобыл с сыновьями Гранита II в 1945 году удалось вернуть, однако сам производитель так и не был найден. После войны в стране оставались жеребцы, в большинстве, невысокого качества. исключение составляли лишь Рафаэль, Рауфбольд и Эталон Ор. Однако для полноценной работы с породой этого было крайне мало.

Помимо существования жеребцов зарубежного происхождения, велась работа и с линией Тагора-Гранита II. Сначала только в «Восходе», затем, в некоторых других конных заводах. 

Синди, внучка Афинс Вуда. Владелица: Сахарова Виктория, Харьков, Украина

В результате работы с линией, были получены такие выдающиеся советские скакуны, как победитель Кубка Европы Аден, рекордист Заказник, дербисты Флоридон и его сын Флагман. От Эталон Ора в 1961 году был получен внук, гнедой жеребец Анилин (Элемент — Аналогичная), ставший самым лучшим скакуном за всю историю скачек в России. На его счету не только победы в крупнейших советских призах, но и три победы в Кубке Европы, а также призовые места в призе Триумфальной Арки во Франции и в Вашингтонском национальном кубке (США). После успешной карьеры в России и за рубежом, Анилин стал отличным производителем. Однако линия Анилина была утеряна во времена перестройки и последовавшего развала СССР. В 1970-х годах за рубежом были приобретены ещё два жеребца-производителя — Афинс Вуд и Монконтур, лучшим из которых оказался Афинс Вуд. Линию Афинс Вуда продолжил темно-гнедой Ават (1977) и гнедой Датун. Достоверно известно о продолжении этой линии то, что у Датуна и Системы (2001, Лозовской конезавод, Украина) в апреле 2005 родилась кобыла Синди (владелица Сахарова Виктория, Харьков), продолжившая линию Афинс Вуда.
После развала СССР количество импортированных жеребцов-производителей резко возросло. Государственные и образовавшиеся частные конные заводы начали активно закупать производителей, в основном линии Неарко — Норсерн Дансера, считающейся сегодня классической и постоянно дающей большое количество резвых скакунов. И если первоначально лошади линии отечественной линии Гранита всё ещё успешно конкурировали с потомками зарубежных производителей, то на сегодняшний день это практически невозможно. Нынешние коневладельцы покупают не только производителей и маток, но и годовалых жеребят, которых затем выставляют на скачках в России. И несмотря на это, лучшими скакунами России в последнее время были лошади, рождённые в конном заводе «Восход», жеребцы Акбаш (Бейлиол Бой — Алфина 2000) и Сателлит (Апорт — Саммер Скул 2000).
Чистокровных лошадей в России разводят на юге страны — Краснодарский и Ставропольский края, а также республики Северного Кавказа. Также есть конеферма в Сибири, в Алтайском крае (Алтайский р-н, с. Алтайское, принадлежит санаторию «Алтай West») где профессионально занимаются разведением породы. Большая часть скаковых ипподромов расположена на юге России, исключение составляет лишь Московский, где скачки проходят в летнее время с мая по сентябрь.

## Влияние чистокровных лошадей на другие породы

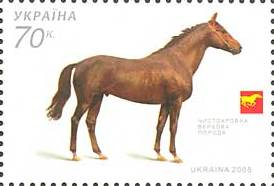
Почтовая марка Украины

При скрещивании передает свой рост, быстроту, энергию, объемистые легкие, развитую мускулатуру, плотные кости и сухость сложения; поэтому одинаково может служить для улучшения как верховой, так и упряжной лошадью.
Чистокровные лошади используются в коневодстве практически всех стран, как улучшатели других пород лошадей, причём не только верхового направления, а также и упряжного и рабочего и местных лошадей. Так, например, упряжные стандартбредные лошади, выведенные для бегов рысью и иноходью, восходят к чистокровному скаковому жеребцу Мессенджеру, который никогда не бегал, а выступал на скачках. Французские рысаки, которые также были выведены для бегов, восходят к жеребцу по кличке Янг Рэттлер, один из родителей которого был чистокровным. Даже знаменитые орловские рысаки подвергались скрещиванию с чистокровными лошадьми даже в наше время. В основном влияние скаковой крови на орловскую породу произошло через родных братьев Фортунато 1973 г.р. и Фагота 1980 г.р. (Пион — Фабула). Их мать, кобыла Фабула была чистокровной лошадью по отцу. Сегодня потомки этих жеребцов успешно соревнуются с чистопородными орловскими рысаками и показывают отличную резвость на рыси.
В Аргентине разводят знаменитых поло-пони — некрупных лошадей, которых используют для игры в поло. Как правило, эти мелкие, подвижные, юркие лошади, способные рвануть с места на полной скорости и также резко остановиться, повернуть в любую сторону, получаются при скрещивании местной аргентинской породы криольо с чистокровными лошадьми, а также при разнообразных скрещиваниях их потомков. Практически все верховые породы улучшались с помощью скаковых лошадей, и время от времени происходит такое скрещивание, чтобы не потерять рост, пропорции, а самое главное, силу и резвость, которую дают эти лошади. Без скаковых лошадей не было бы классических видов конного спорта, входящих в Олимпийские игры — конкура, выездки и троеборья. Сами скаковые лошади из-за горячего темперамента редко участвуют в выездке, не имеют таких прыжковых способностей, какие нужны в конкуре высшего класса, чаще скаковые лошади являются участниками конного троеборья, где нужна прежде всего скорость, выносливость и храбрость. Но тем не менее, без прилития скаковой крови не было бы тех крупных, статных и мощных лошадей спортивных (теплокровных и полукровных) пород, которые являются основными участниками этих видов конного спорта. Время от времени селекционеры, работающие с этими лошадьми, предпринимают вливание скаковой крови в породу, дабы сохранить на уровне рост, пропорции туловища, резвость и силу. Без этого все эти лошади постепенно начнут деградировать. Причём, если в упряжных и рабочих породах селекционеры стараются приливать скаковую кровь через кобыл, то в спортивных породах обычно используются чистокровные жеребцы. Самым известным чистокровным производителем в спортивных породах стал жеребец по кличке Ледикиллер, основавший целую линию в голштинской породе, которая сегодня является одной из крупнейшей. Большую роль также сыграл в российской будённовской породе купленный в Англии чистокровный жеребец Рауфбольд (Олеандр — Рейхенбах 1940), который также основал целую линию в породе. Клички прямых потомков этого жеребца в будённовской породе идут на букву «Р», среди его потомков такие конкурные лошади, как Ребус, выступавший под кличкой Пасс Оп за бразильскую сборную. В родословных лошадей все присутствующие чистокровные предки всегда обозначаются значком ХХ, стоящим после клички. Феномен же чистокровных лошадей заключается в том, что без них многие породы существовать не могут, а они сами более 300 лет разводятся в чистоте совершенно без прилития крови со стороны и не только не деградируют, но и улучшают свои показатели в резвости.

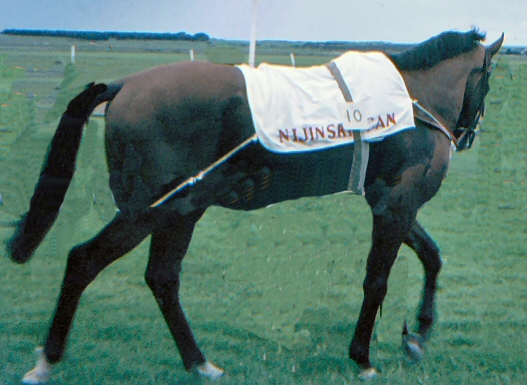
Жеребец Нижинский II, выдающийся скакун, представитель линии Неарко

## Использование чистокровных лошадей
Основным предназначением чистокровной лошади являются скачки — гладкие по дорожке ипподрома и барьерные (стипль-чезы и кроссы) по дорожкам ипподрома или в поле. Из-за своего взрывного характера, чрезмерной энергичности они не годятся для простых любителей лошадей. Этим лошадям нужна ежедневная разрядка галопом и рука мастера, иначе последствия могут быть непредсказуемыми. Помимо скачек некоторых из скаковых лошадей используют спортсмены, занимающиеся троеборьем, а англичане используют этих лошадей в традиционной для них охоте на лис. Большое количество лошадей, не проявивших себя в скачках, идёт в улучшатели огромного количества других пород, и это тоже назначение чистокровной лошади.